# Kit Carson (Colorado)
Kit Carson és una població dels Estats Units a l'estat de Colorado. Segons el cens del 2000 tenia 253 habitants.

## Demografia
Segons el cens del 2000, Kit Carson tenia 253 habitants, 113 habitatges, i 64 famílies. La densitat de població era de 174,4 habitants per km².
Dels 113 habitatges en un 24,8% hi vivien nens de menys de 18 anys, en un 47,8% hi vivien parelles casades, en un 8% dones solteres, i en un 42,5% no eren unitats familiars. En el 41,6% dels habitatges hi vivien persones soles el 25,7% de les quals corresponia a persones de 65 anys o més que vivien soles. El nombre mitjà de persones vivint en cada habitatge era de 2,12 i el nombre mitjà de persones que vivien en cada família era de 2,94.
Per edats la població es repartia de la següent manera: un 23,3% tenia menys de 18 anys, un 5,1% entre 18 i 24, un 21,3% entre 25 i 44, un 20,6% de 45 a 60 i un 29,6% 65 anys o més.
L'edat mediana era de 45 anys. Per cada 100 dones de 18 o més anys hi havia 81,3 homes.
La renda mediana per habitatge era de 19.531 $ i la renda mediana per família de 37.500 $. Els homes tenien una renda mediana de 34.375 $ mentre que les dones 16.818 $. La renda per capita de la població era de 13.832 $. Entorn del 6,5% de les famílies i el 12,7% de la població estaven per davall del llindar de pobresa.

## Poblacions més properes
El següent diagrama mostra les poblacions més properes.